# 4-氟碘苯
4-氟碘苯是一种有机卤化物，化学式为C6H4FI，它是二卤苯的一种。它可由氟苯和N-碘代丁二酰亚胺、三氟化硼一水合物反应制得；它也可由4-氟苯硼酸和碘在硝酸铜水合物催化下于乙腈中反应得到。它和苯乙炔在催化下反应，可以得到4-氟二苯乙炔。